# Arctic Prime Fisheries
Arctic Prime Fisheries ApS er en privatejet grønlandsk fiske- og fiskerivirksomhed med hovedkvarter i Qaqortoq. De ejer trawleren Tasermiut, hvorfra de fanger og forarbejder torsk, makrel, stenbider, hellefisk og rødfisk. Tasermiut er 66,4 meter lang og blev bygget i 2001. De har tre forarbejdningsfabrikker i henholdsvis Qaqortoq, Nanortalik og Kuummiut.
I 2023 havde virksomheden en omsætning på 273 mio. danske kroner.
Arctic Prime Fisheries er majoritetsejet af grønlandske Hentzar Petersen og minoritetsejet af islandske Gudmundur Kristjansson. Virksomheden blev etableret i 2006.